# Mirabueno
Mirabueno – gmina w Hiszpanii, w prowincji Guadalajara, w Kastylii-La Mancha, o powierzchni 19,46 km². W 2011 roku gmina liczyła 96 mieszkańców.